# 428
El 428 (CDXXVIII) fou un any de traspàs començat en diumenge del calendari julià.

## Esdeveniments
- El general romà Flavi Aeci venç els francs en la batalla de Vicus Helenae.[1]
- Genseric succeeix al seu germanastre, Gunderic, com a rei dels vàndals.[2]

## Necrològiques
- Teodor de Mopsuèstia[3] (nascut cap al 350)